# Alberto Samonà (giornalista)
Alberto Samonà (Palermo, 2 maggio 1972) è un giornalista e scrittore italiano, membro del consiglio di amministrazione del Parco archeologico del Colosseo e del Comitato scientifico del Parco archeologico dell'Appia Antica. Da maggio 2020 a ottobre 2022 è stato assessore dei Beni Culturali e dell'Identità Siciliana della Regione Siciliana. 
Proviene dalla famiglia aristocratica dei Samonà, che annovera al suo interno diversi scrittori e intellettuali..

## Biografia
Giornalista professionista, ha scritto per il quotidiano Libero, per il Secolo d'Italia, La Sicilia, per il nuovo L'Ora, e per varie riviste, fra cui Giustizia Giusta. Periodico dell'associazione Enzo Tortora. È stato direttore responsabile di diverse testate, in ultimo, dal marzo 2017, del quotidiano ilSicilia.it. Da anni si occupa prevalentemente di Beni culturali.
Dal 2009 al 2020 è stato consigliere di amministrazione della Fondazione Famiglia Piccolo di Calanovella, che gestisce la casa-museo di Villa Piccolo, in cui vissero i fratelli Piccolo: il poeta Lucio Piccolo, il pittore Casimiro Piccolo e la botanica Agata Giovanna; dimora storica frequentata per lunghi periodi anche dallo scrittore Giuseppe Tomasi di Lampedusa, cugino dei Piccolo.
Nel 2023, la Presidente della Repubblica Ellenica Aikaterinī Sakellaropoulou lo nomina Commendatore della Repubblica nell'Ordine della Fenice (Grecia): onorificenza, conferitagli per avere contribuito a sviluppare i legami culturali fra Italia e Grecia. Sempre nel 2023 vince il Premio Riviera dei marmi e gli vengono assegnati l'Award Rotta dei Fenici e il Premio Ludovico Magrini dei Gruppi archeologici d'Italia. Nel 2022 vince il Premio Letterario Internazionale Pietro Mignosi per il suo ultimo romanzo. Sempre nel dicembre 2022 ottiene il "Premio Buda". Nel 2021 ha ricevuto il "Premio Gaia". Nel gennaio 2019 gli è stato conferito il Premio Fimis - Una vita per l'arte.. 
Dal 27 aprile del 2023 entra a far parte del Consiglio di amministrazione del Parco archeologico del Colosseo. A luglio del 2025 viene inserito nel Comitato Scientifico del Parco archeologico dell'Appia Antica. Fa parte, inoltre, del Comitato scientifico de Le Rotte del Mediterraneo nell'età del bronzo. È stato anche membro del Comitato scientifico della mostra Onofrio Tomaselli. Pittore nella Sicilia Verista, allestita presso la Galleria d'arte moderna di Palermo. Dal 2024 è direttore artistico del "Barbablù Fest", festival culturale, nato da un'idea di Pietrangelo Buttafuoco, che si svolge nei mesi estivi nell'area archeologica di Morgantina.
Fra le sue partecipazioni a iniziative culturali dii rilievo internazionale, è stato ospite delle ultime quattro edizioni della Borsa mediterranea del turismo archeologico di Paestum. Nel dicembre del 2021 è invitato in Francia, all’Università di Amiens e a Parigi, dove ha partecipato alla presentazione delle ricerche archeologiche, compiute dall'ateneo francese nel sito di Halaesa Arconidea . Nel gennaio del 2022 è ospite al Museo dell'Acropoli di Atene, dove viene accolto dal primo ministro della Repubblica Ellenica Kyriakos Mītsotakīs . Il 24 marzo del 2023 è nuovamente nel Museo ateniese su invito del ministro della Cultura del governo greco, Lina Mendoni.  A ottobre 2023 è in Sardegna a Cabras, dove è invitato al XVI Dialogo euromediterraneo su La Rotta dei Fenici. Nel maggio del 2024, in Grecia, a Ierissos, nella Penisola Calcidica ha partecipato in qualità di relatore al Simposio internazionale sulla Grecia antica e bizantina, dedicata ai luoghi di Aristotele . A fine maggio del 2024 è in Azerbaigian, a Baku, dove è stato ospite del Centro culturale Heydər Əliyev, fra i principali poli di arte contemporanea dell'Asia, per presentare la mostra Shaping the invisible. Ha, inoltre, curato la direzione artistica della mostra Les Étrangères, la cui inaugurazione si è svolta il 3 giugno del 2025 presso l'Istituto italiano di cultura di Parigi.
Negli anni, è stato promotore di diverse Giornate di studi su vari temi legati alla Cultura: si ricordano, fra le altre, la Giornata nazionale di studi su Giordano Bruno che si è tenuta il 1º marzo 2008 a Palermo; quella sul tema "Identità e Cultura" svoltasi sempre nel capoluogo siciliano (aprile 2022) e la più recente sul tema "Il Sistema Cultura, un modello originale per la Sicilia". Ha, inoltre, tenuto laboratori e seminari su temi legati all'induismo e alla spiritualità orientale (I colori di Shiva, Lo Yoga di Vāc, Aim Saraswatī, Mahānirvāna Tantra, La Via degli Dei). 

### Attività editoriale
Ha pubblicato libri di narrativa e saggistica su tematiche simboliche, religiose, sulla conoscenza di sé e su aspetti della storia e della cultura siciliana. Suoi saggi di studio sono comparsi anche in varie opere collettive. Ha scritto i romanzi Bonjour Casimiro (2021), È già mattina (2013), e Il padrone di casa (2008). Fra i saggi si ricordano, fra gli altri, La Tradizione del Sé (2003), Bent Parodi. Tradizione e Assoluto (2011). In molte sue opere si riscontra l'influenza del filosofo e mistico greco-armeno Georges Ivanovic Gurdjieff.. 
Ha scritto e diretto gli spettacoli teatrali e di narrazione Il derviscio di Bukhara, in Prima Nazionale al festival della Orestiadi di Gibellina; Una fiamma a Campo de' Fiori, L'oro del cavaliere, I giardini di Giovanna (su Agata Giovanna Piccolo), Palermu ammucciatu sul Genio di Palermo e i testi teatrali Le notti di Casimiro (dedicato a Casimiro Piccolo) e Arcani maggiori. Dal suo racconto La bambina all'Alloro, ispirato alla mistica del poeta sufi Jalāl al-Dīn Rūmī, il cantastorie iracheno Yousif Latif Jaralla ha tratto lo spettacolo Le orme delle nuvole. 
Ha fatto parte di una delle 21 commissioni regionali di esperti del Premio "La Giara" promosso dalla Rai ed è stato nella giuria del concorso letterario Subway-Letteratura. 
È autore del testo e della voce del documentario La camera delle meraviglie di Palermo, presentato in anteprima nazionale all'Expo 2015 di Milano.

### Impegno politico
Da ragazzo, dalla fine degli anni '80, è stato dirigente palermitano del Fronte della Gioventù e delle associazioni ambientaliste Fare Verde e Gruppi ricerca ecologica. Nella seconda metà degli anni 1990, ha fondato a Palermo il Circolo politico-culturale Julius Evola.
Nel 2016 aderisce al meetup grillino di Palermo. Si è quindi presentato alle "parlamentarie" del Movimento 5 Stelle per le candidature del 2018 al Senato, circoscrizione Sicilia, superando la selezione online, ma nel gennaio 2018 lascia il movimento, poiché in polemica dopo l'esclusione dalla lista. 
Nel settembre 2018, è stato nominato coordinatore della Consulta sulla Cultura della Lega per Salvini Premier per la Sicilia occidentale.

#### Assessore dei Beni Culturali in Sicilia
Il 18 maggio 2020 il presidente della Regione Siciliana, Nello Musumeci, lo nomina assessore ai beni culturali. Subentra allo stesso Musumeci, dopo oltre un anno ad interim dovuto alla scomparsa del precedente assessore, Sebastiano Tusa. Da assessore dei Beni Culturali della Regione Siciliana, si distingue per alcune iniziative di politica culturale, fra cui la restituzione alla Grecia del frammento del fregio del Partenone che la Sicilia deteneva da oltre duecento anni, la firma dell'accordo con il Metropolitan Museum of Art di New York che ha messo fine ai continui spostamenti degli Argenti di Morgantina, reperti archeologici, che prima dell'intesa con il museo newyorkese, ogni 4 anni dovevano tornare negli Stati Uniti, e il finanziamento del restauro del Tempio G di Selinunte, che prevede la ricomposizione di alcune gigantesche colonne e la ricollocazione al loro posto. Resta assessore fino al 13 ottobre del 2022.

## Opere

### Libri
- Intervista sull'ambiente, Palermo, GRE, 1999
- Le colonne dell'Eterno presente, Palermo, Ila Palma, 2001
- La Tradizione del sé, Roma, Atanòr, 2003
- Il padrone di casa (romanzo), Torino, Robin Edizioni, 2008
- Giordano Bruno nella cultura mediterranea e siciliana dal '600 al nostro tempo, Palermo, Officina di Studi Medievali, 2009
- Bent Parodi. Tradizione e Assoluto, Acireale, Tipheret, 2011
- È già mattina – Storia di Alessandrina, la bambina che visse due volte (romanzo), Acireale, Bonanno Editore, 2013);
- Panormus. Genio oltre il visibile - Racconti dal piccolo e dal grande mondo, Acireale Tipheret, 2015
- I colori di Śiva - Storie e narrazioni Tantra, Acireale, Tipheret, 2017
- Bonjour Casimiro - Il barone e la villa fatata (romanzo), Soveria Mannelli (CZ), Rubbettino, 2021

### Saggi critici in opere collettive, riviste o raccolte
- Il Genio di Palermo e il Monte Pellegrino (Erasmo editore, 1/2002);
- Alchimia, dal piombo all'oro interiore in Arkete (Università degli Studi di Siena, Dipartimento di Studi Storico-Sociali ed Economici, 3/2003);
- Scale del silenzio in P. Morello, La pazienza del legno (Istituto Superiore per la Storia della Fotografia, 2004);
- Note sul simbolismo della Menorah ebraica, AA.VV., (Erasmo editore 2/2004);
- Alchimia tra mito e realtà in F. Testa e R. Ortoleva, Il mito e il nuovo millennio (Moretti & Vitali, 2005);
- Riti Pasquali, AA.VV., (edizioni Museo etnografico siciliano Giuseppe Pitrè, 2005);
- Tarocchi, AA.VV., (edizioni Museo etnografico siciliano Giuseppe Pitrè, 2005);
- Sull'architettura sacra, in I. Riggi (a cura di), Oltre il progetto (Aracne editrice, 2011);
- Conversazioni sul Sacro, AA.VV.; (Tipheret, 2011);
- Incontrando Casimiro. Incontrando se stessi, in S. Savoia (a cura di) Il gioco delle lenti. Casimiro Piccolo; (Bonanno Editore, 2012);
- Bent Parodi di Belsito. Aristocratico dello spirito, in Gli ultimi Gattopardi. Tra arte, letteratura e alchimia; (Edizioni di Passaggio, 2012);
- Esicasmo ed Energie increate nella Cristianità d'Oriente: una porta verso se stessi, in Pietro Piro, Krishna Del Toso (a cura di) Perché guardare a Oriente? (Tipheret, 2013).
- Tomasi a Villa Piccolo. La dimora dell'immenso parla una lingua antica, in M.A Ferraloro, D. Marchese, F. Toscano (a cura di) Itinerari siciliani (Historica, 2017).
- Davanti alla fossa di sale, in AA.VV., Presentimenti (Qanat editore, 2019)
- Dentro, più dentro, dove il mare è mare. Alì Terme e l'Officina dell'Orca, AA.VV., (Historica Edizioni, 2021)
- Il ritorno dei Dioscuri. Una porta salvifica per ritrovare noi stessi, in I Dioscuri tornano a Roma (Editoriale Giorgio Mondadori, 2024)
- Epifania d'Amore, in Dante secondo Lui G. Poli (a cura di), (Società Dante Alighieri, 2024)
- L'eros Divino di Raniero Alliata oltre la materia, in L'eros di Raniero Alliata. Positure itifalliche, (Fondazione Piccolo, 2024)
- Vinti e vite senza maschere: il contributo verista alla letteratura del reale, in Onofrio Tomaselli. Pittore nella Sicilia Verista, D. Brignone (a cura di), (40due edizioni, 2025)
- Siciliane di Francia: l'incontro tra Parigi e Palermo per un destino che attraversa il tempo, in Les Étrangères, Stefania Pennacchio, (Istituto Italiano di Cultura di Parigi, 2025)

### Teatro e narrazione
- Le orme delle nuvole, di Yousif Latif Jaralla su testo La bambina all'Alloro di A. Samonà, 2006
- Una fiamma a Campo de'Fiori, 2007
- L'oro del cavaliere, 2009
- Le notti di Casimiro, regia di Giovanni Calcagno (Prod. La Casa dei Santi), 2012
- Arcani Maggiori, regia di Patrizia D'Antona, 2012
- I giardini di Giovanna, 2015
- Palermu ammucciatu, 2019
- Il derviscio di Bukhara, 2023

## Premi e riconoscimenti
- Premio Fimis - Una vita per l'arte, 2019
- Premio Gaia, 2021
- Premio Buda, 2022
- Premio letterario internazionale Pietro Mignosi, 2022
- Premio Riviera dei marmi, 2023